# توفيق شاهين
توفيق شاهين (1927 - 1997م)، هو عالم دين مسلم، مؤسس ورئيس المركز الإسلامي في اوتاوا الكندية، توفي عن عمر 70 عاما. والشيخ شاهين أستاذ سابق في كلية الشريعة بجامعة الأزهر، وقام عام 1980 بتأسيس المركز الإسلامي في اتاوا كندا ليكون أول مركز للمسلمين في كندا، وفضلا عن إمامته للمسلمين هناك، قام أيضا بإنشاء أول مدرسة لتعليم اللغة العربية لأبناء الجيل الثاني من المهاجرين المسلمين. الشيخ توفيق شاهين كان أول امام للمسجد الكبير بأتاوا، كما ترك عدد من المؤلفات فضلا عن فتاويه التي كانت المحاكم الكندية تستهدي بها في بحثها للقضايا ذات العلاقة بالأحوال الشخصية بين المسلمين هناك.